# Perulibatrachus rossignoli
Perulibatrachus rossignoli är en fiskart som först beskrevs av Roux, 1957.  Perulibatrachus rossignoli ingår i släktet Perulibatrachus och familjen paddfiskar. Inga underarter finns listade i Catalogue of Life.